# Jean Robertet

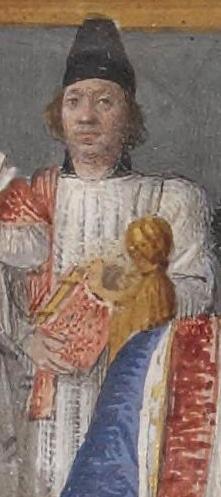
Jean Robertet.
Détail einer Miniatur auf der Titelseite des Registers des Michaelordens von Jean Fouquet, Paris um 1470

Jean Robertet, auch Jehan Robertet († um 1503) war ein französischer Anwalt, Schriftsteller und Dichter. Er kam im Gefolge der Herzöge von Bourbon von Montbrison im Forez an den königlichen Hof. Er wird zuerst als Notar und Sekretär der Rechnungskammer von Forez, später in seiner Eigenschaft als Gerichtsvollzieher von Usson genannt.

## Leben
Im Jahr 1466 beantwortete er ein Gesuch an den Herzog als „Großmeister der Gewässer und Wälder“. Darauf wird er in mehreren Urkunden als Mitunterzeichner genannt. In Moulins war er im Gefolge mehrerer Herzöge, die ihn beim König einführten. 1469 gründete Ludwig XI. in Amboise den Michaelsorden und setzte Jean Robertet als „Großkanzler des Ordens“ ein (was erklärt, warum die Kapelle der Robertets in Montbrison St. Michel geweiht wurde).
Seine Aufgabe war es, die beiden ersten Exemplare der Statuten vorbereiten zu lassen, wobei das des Königs mit einer Miniatur geschmückt war, und die Protokolle der Ordensversammlungen auf den neuesten Stand zu bringen. 1477 übertrug ihm sein Bruder Alexis das Erbrecht für die Domäne „Bouillons“, die bei seinen Nachkommen verblieben. Die Besitzung lag in der Loireebene bei Mornand-en-Forez und umfasste Haus, Ställe, Taubenschlag, Fischteiche, Äcker, Wiesen und Heideland. Der Name Bouillons bezog sich auf die „sprudelnden Quellen“, deren Wasser in die Loire fließt. Ein Teich behielt die Bezeichnung Petit Robertet bei, und ein Besitzverzeichnis von 1494 führt die „Rente Noble Robertet“ an, die in Magneux-Hauterive erhoben wurde.
Als Assistent der Generalstände war es Robertets Aufgabe, die Originale der Antworten des Königs in den Protokollen der Generalstände zu sammeln.
Ein Exemplar der Würdigungen von Anne de France in der Nationalbibliothek ist Jehan Robertet, „Sekretär des Königs und erstem Offizier des königlichen Ordens“ gewidmet.
Robertets reisende Tätigkeit hinderte ihn nicht daran, seine Talente als Schriftsteller am Hofe von Moulins und dann in Paris auszuüben. In seinen Gedichten zeigt er einen italienischen Einfluss, der auf einen Italienaufenthalt zurückzuführen ist. Die Methode, seine Gedichte dadurch zu verbreiten, dass er sie in die Bildteppiche, die Petrarcas Trionfi darstellen, hat einweben lassen, ist nichts Neues, sondern gehört zur Welt der großen Rhetoriker.
Bedeutsam für die bildende Kunst ist freilich, dass er in seinen Umdichtungen der Trionfi die Parzen in den Triumph des Todes einführt, die Petrarca nicht erwähnt. Über diesen Umweg finden sie als Personifikationen des Todes Eingang in die Ikonographie der Trionfi.
Als Freund von Karl von Orléans und Zeitgenosse von François Villon, wurde Robertet ein Dichter „von gutem Ruf“. Ihm werden auch die Douze Dames de Rhétorique teilweise zugeschrieben, eine Sammlung von poetischen und Prosatexten, aus denen moderne Anthologien heute noch bestimmte Passagen zitieren:
… Ich verdurste vor dem Brunnen,

Ich finde süß, was bitter sein muss,

Ich liebe und schätze all jene, die mich hassen,

Ich hasse all jene, die ich hätte lieben sollen …
Als mächtiger Beamter konnte Jean Robertet auch als Mäzen wirken. So hat er 1469 als Großkanzler des Michaelsordens  Jean Fouquet mit der Aufgabe betraut, eine Miniatur von Ludwig XI. und den fünfzehn Rittern des Ordens zu malen. Darauf hat Fouquet ihn hinter dem Sitz des Königs stehend dargestellt, wie er das Register des Ordens in den Händen hält.
Jean Robertet heiratete Madeleine Bohier, aus Issoire, und nach ihrem Tod Louise Chauvet, aus Montbrison. Von seiner ersten Frau hatte er sieben Kinder, mit seiner zweiten zwei. Von seinen Kindern gingen ihm zwei zu seinen Lebzeiten bei seiner Arbeit als Sekretär des Königs zur Hand und folgten ihm später im Amt, während zwei andere, nämlich Charles und Jacques Bischöfe von Albi wurden.
Am Ende seines Lebens ließ Robertet die Kapelle in der Kirche von Montbrison bauen, wo er später mit seiner Familie begraben wurde. Diese Kapelle wurde um 1490 begonnen und 1524 von seinem Sohn Florimond I. Robertet fertiggestellt.
| Personendaten    | Personendaten                                    |
| ---------------- | ------------------------------------------------ |
| NAME             | Robertet, Jean                                   |
| ALTERNATIVNAMEN  | Robertet, Jehan                                  |
| KURZBESCHREIBUNG | französischer Anwalt, Schriftsteller und Dichter |
| GEBURTSDATUM     | 15. Jahrhundert                                  |
| STERBEDATUM      | um 1503                                          |